# Dhali
Dhali là một thị xã panchayat của quận Coimbatore thuộc bang Tamil Nadu, Ấn Độ.

## Địa lý
Dhali có vị trí 10°30′B 77°10′Đ / 10,5°B 77,17°Đ Nó có độ cao trung bình là 367 mét (1204 feet).

## Nhân khẩu
Theo điều tra dân số năm 2001 của Ấn Độ, Dhali có dân số 6303 người. Phái nam chiếm 50% tổng số dân và phái nữ chiếm 50%. Dhali có tỷ lệ 59% biết đọc biết viết, thấp hơn tỷ lệ trung bình toàn quốc là 59,5%: tỷ lệ cho phái nam là 64%, và tỷ lệ cho phái nữ là 54%. Tại Dhali, 10% dân số nhỏ hơn 6 tuổi.